# 대국 시계
대국 시계(對局時計)는 경기자의 제한 시간을 표시해, 게임의 시간을 관리하기 위해서 사용되는 특별한 시계를 가리킨다. 체스 클록(chess clock)또는 게임 클록(game clock)으로도 불린다.

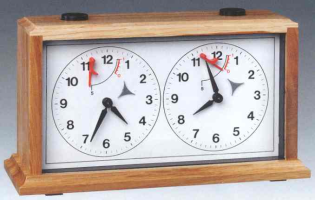
대국 시계 (아날로그식)

## 개설
- 바둑, 장기, 체스, 기타 보드게임의 대국 시에 이용된다.
- 아날로그식과 디지털식의 2종류가 있다.
- 1대에 2개의 시계가 있고, 대국자 쌍방의 제한시간이 표시된다. 자신 측의 버튼을 누르면 자신의 시계가 멈추어, 그것과 동시에 상대 측의 시계가 움직이기 시작하게 되어 있다.

## 상세

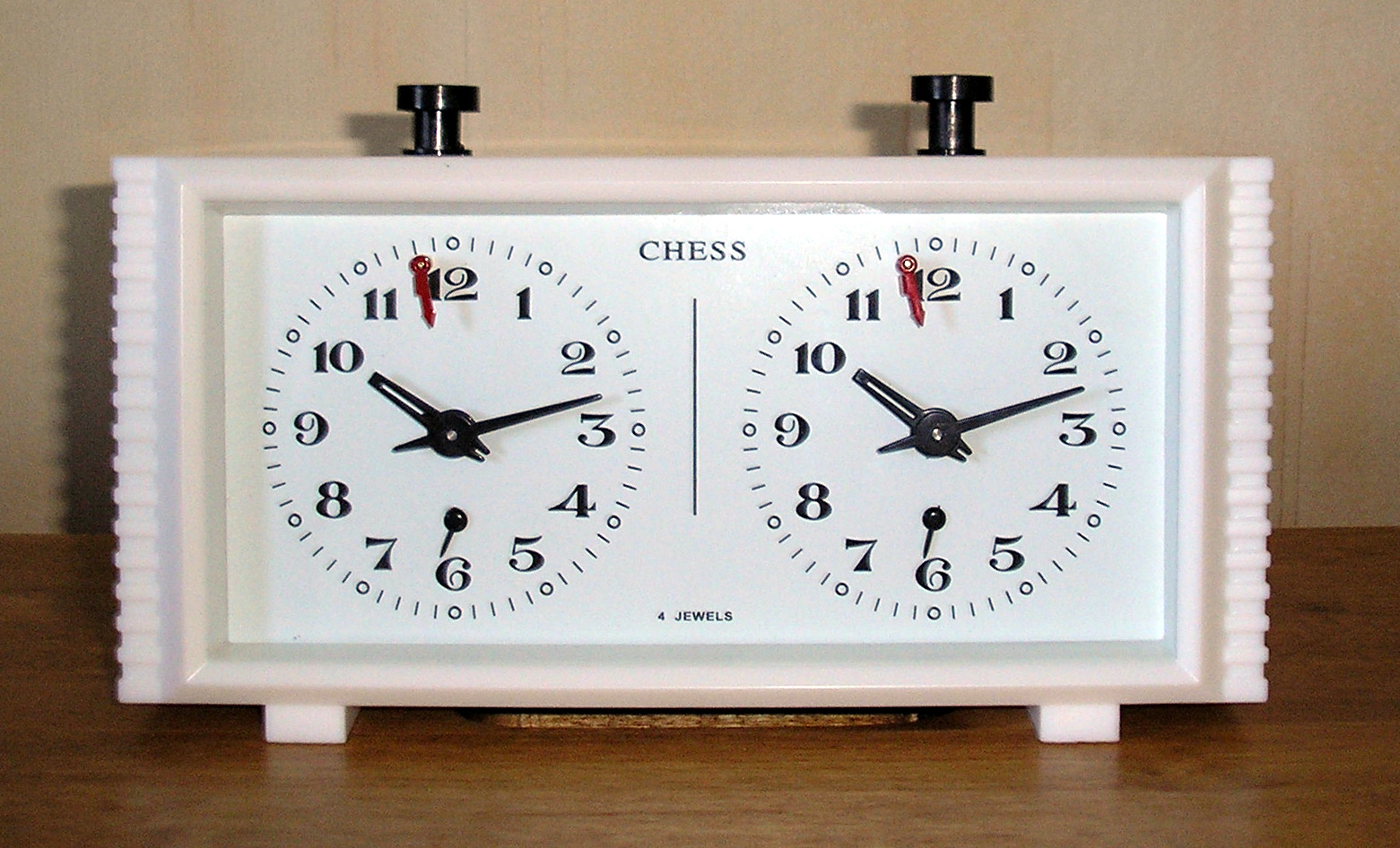
왼쪽이 시계 A, 오른쪽이 시계 B
(왼쪽이 A버튼, 오른쪽이 B버튼)

- 대국 시계가 향한 좌측을 '시계 A', 우측을 '시계 B'라고 한다.
- 그 위에 있는 버튼은, 각각 'A버튼' 및 'B버튼'이라고 한다.
- 시계 A가 선수 측, 시계 B가 후수 측에 있는 것으로 한다.

### 아날로그식

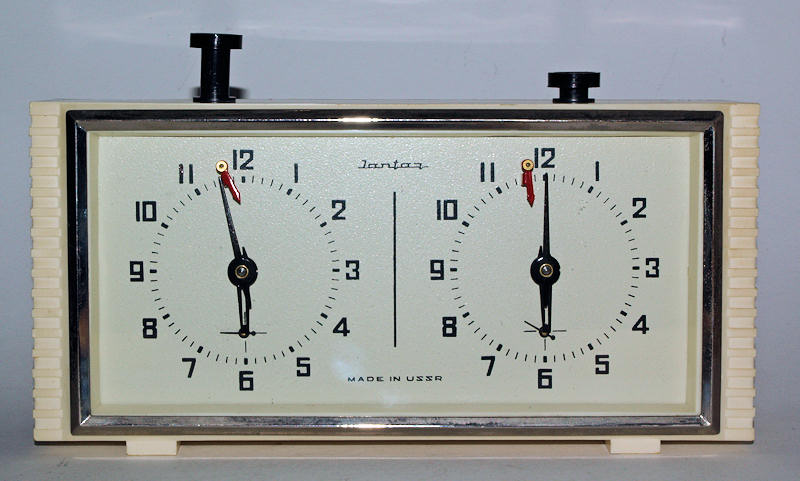
대국 시계(아날로그식)
시계 A는 기가 떨어질 것 같은 상태.
시계 B는 기가 떨어진 상태.

- 아날로그식은 문자판의 장침과 단침에 의해 남은 시간 (시간의 경과)을 표시한다.
- A와 B 양쪽 모두의 버튼을 '반밀기'로 하는 것으로, 시계를 양쪽 모두 멈춘 채로 할 수 있다. 어느 쪽의 버튼이 완전하게 밀릴 때까지는, 이 상태대로 된다.
- 아날로그식은 대국의 전에, 개시시각과 종료시각을 결정해 둘 필요가 있다. 대국자 쌍방이 합의하면, 구체적인 시각은 언제라도 상관없다. 예를 들면 '제한시간이 90분·종료시각은 5시'라고 했을 경우, 개시시각은 3시 30분에 세트된다.
- 통상의 시계와는 달리, 시계반의 상부에 작은 적색의 기 (플래그)가 붙어 있다. 이 기는 시계의 장침이 12의 5분 전이 되면 서서히 경매 올라, 12를 넘으면 떨어진다.
- 적색의 기가 떨어지는 것으로, 마감 시간을 알리는 일이 되어 있다[1]. 디지털식과는 달리, 기가 떨어져도 소리는 울지 않는다[2].
  - 우도의 시계 A는 기가 떨어질 것 같게 되어 있다. 앞으로 2~3분에 기가 떨어진다.
  - 우도의 시계 B는 기가 떨어진 상태.
- 시계 A와 시계 B 모두, 최장 12시간의 제한시간을 설정할 수 있다. 최단 설정은 1분이다.
- 아날로그식에서는 초 단위의 카운트는 할 수 없다. '한 방법 30초 이내' 등의 설정은 기종에 관계없이 불가능하다. '피셔 모드' 등의 특수한 설정도 아날로그식에서는 불가능하다.
- 아날로그식의 동력은 '전지식'이나 '태엽식'이다. 전지가 끊어지거나 '태엽'을 감지 않고 있으면, 시계는 양쪽 모두 움직이지 못하게 된다.
- '태엽식'의 특징의 하나로 특유의 '가동음'을 들 수 있다. 기종에 의해서 차이는 있지만, 상시 '틱'이라는 소리가 계속 울린다.

### 디지털식

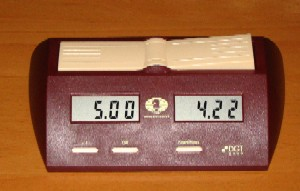
대국 시계 (디지털식)

- 디지털식의 표시장치에 의해, 남은 시간 (시간의 경과)을 표시한다.
- 디지털식은 아날로그식과는 달리, 제한시간을 직접 설정할 수 있다. 예를 들면 '제한시간 90분'의 경우는 '01:30'을 그대로 입력하면 되고, 개시시각이나 종료시각 등을 생각할 필요는 없다.
- 어느 쪽이 마감 시간이 되면, 표시 화면은 제로 ('0' '0:00')나 마이너스 ('-') 등이 된다.
- 마감 시간이 되면 '삑'이라는 소리로 승부가 난 것을 알린다[3]. 마감 시간이 되어 버리기 직전에, 어떠한 경고음을 울리는 기종도 많다.
- 디지털식의 동력은 대부분이 전지이다. 사용되는 전지는 시계의 기종에 의해 다종 다양하다. 전지가 끊어지면, 시계는 움직이지 못하게 된다.
- 대국 시계 자체도 그 가격이나 제작 시기에 의해서 기능에 여러 가지 차이가 있다. 모든 디지털식의 대국 시계로 피셔 스타일 등의 특별 설정이 가능하다고는 할 수 없다.
- 디지털식은 어느 제품도 기본적으로 무음이다. 아날로그식과 같은 '틱'이라는 소리는 울지 않는다. 다만, 시간 경과를 고하는 소리를 설정할 수 있는 기종도 있다. (예: 5분 경과할 때마다 '삑')
- 시간이 적게 되었을 경우에는 사람의 소리에 의한 초읽기 기능이 붙어 있는 케이스도 있다. 많게는 기사가 초읽기 음성을 담당하고 있지만, 성우의 소리가 사용되고 있는 경우도 있다.

### 실제의 사용
1. 미리 대국 시간을 설정한다. 공식전에서는 선수와 후수는 같은 제한시간이 되지만, 비공식전에서 실력에 차이가 있으면 핸디캡 캡도 설정할 수 있다. (예: 선수는 1시간, 후수는 30분)
2. 대국 개시의 신호와 동시에 후수가 B버튼을 누르는 것으로, 대국 시계의 카운트가 개시된다[4]. 디지털식 시계는 다른 버튼을 눌러야 하는 경우도 있다.[5]
3. 수를 가리킨 뒤에, 자신 측의 버튼을 누르는 것에 의해서 상대 측의 카운트가 시작된다. 이후, 이를 교대로 반복한다.
4. 대국자의 어느 쪽이 설정된 제한 시간을 초과하면, 그 대국자는 마감 시간에 패배가 되어 대국은 종료한다.

### 배치

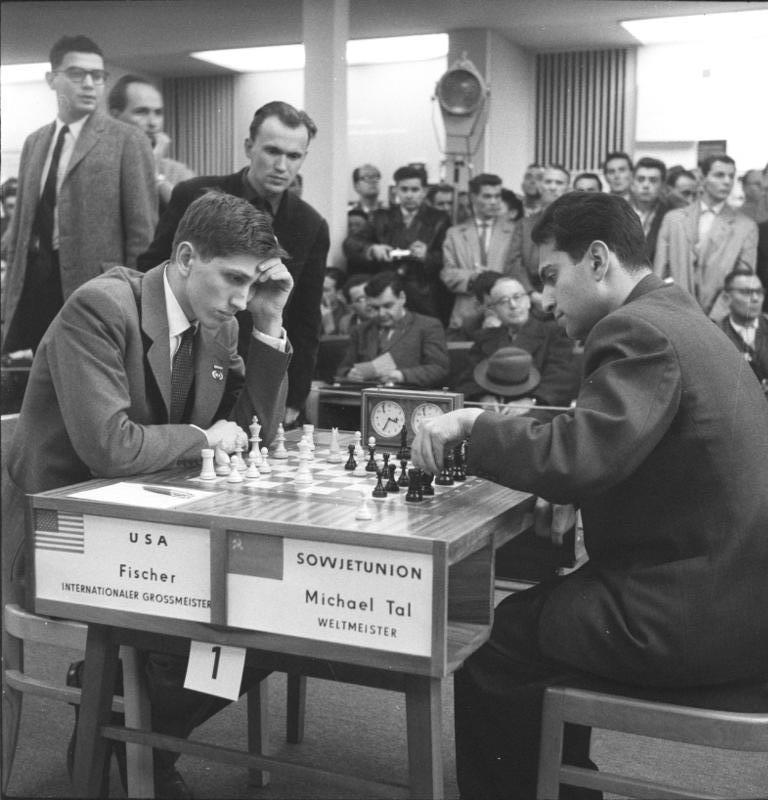
1960년 피셔 대 타리

- 대국 시계는 판 (기판, 장기반, 체스판 등)의 우측 또는 좌측으로 배치된다. 공평을 기하기 위해, 선수로부터도 후수로부터도 등간격이 되는 장소로 정해져 있다.
- 반의 좌우 어느 쪽으로 둘 지는 중요한 포인트가 된다. 예를 들면 제한시간이 얼마 남지 않게 되었을 경우, 버튼이 수완가에 가까운 대국자가 (근소하게) 유리하다고 한다.
- 통상은 대국전에, 후수가 유리하게 되도록 배치된다. 다만 왼손잡이의 대국자도 있으므로, 어느 쪽으로 두어야할 것인가는 통틀어 말할 수 없다.
- 체스의 공식전의 경우는 심판원 (아비타)이 대국 시계의 두는 곳소를 결정한다.
- 우도는 1960년에 행해진 체스 올림픽의 대국으로부터. 미국 대표 바비 피셔가 구소련의 세계 챔피언인 미하일 타리와 플레이 하고 있다. 여기에서는 대국 시계는 흑 (후수)의 우측으로 배치되어 있다.

### 소사
- 체스의 대전자의 고려 시간을 공평하게 하기 위해, 옛날에는 모래시계가 사용되고 있었다. 자신의 수번이 끝나면 시계를 역상으로 하고, 모래가 떨어져 자르면 패배였다.
- 1866년 안데르센 대 슈타이니트의 시합에서, 2개의 스톱 워치가 사용되었다. 입회인이 각각의 한 방법씩의 소비 시간을 기록해, 그것을 합계한다는 것이었다. 이것은 입회인의 손대중이 들어가, 언제나 논란이 있었다.
- 영국에서 대국 전용의 시계가 고안 되어 현재의 대국 시계의 원형이 되었다. 두 개의 진자 시계를 시소형에 연결해, 한 쪽의 시계의 진자가 움직이고 있는 동안, 다른 한 쪽은 쉰다는 간단한 구조였다.
- 1883년 런던의 국제 경기회에서, 최초의 대국 시계가 사용되었다.
- 1884년 영국의 시계 회사가 대국 시계에 관한 특허를 취득했다.
- 1989년 세계에서 처음으로 디지털식의 대국 시계가 등장했다. 이는 일본제의 시티즌 대국 시계 '명인'이다.

### 그 외

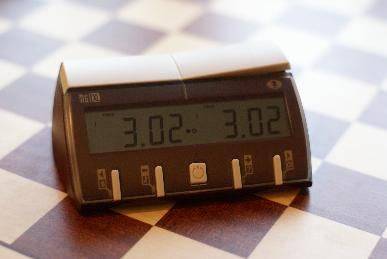
DGT사의 대국 시계 (디지털식)

- 공정을 도모하기 위해서, '착수에 이용하는 손과 버튼을 누르는 손은 같지 않으면 안 된다'라는 규정도 있다[6][7]. 서투른 아마추어의 경우, 양손을 사용하면 정확한 시간을 잴 수 없게 되는 것이나, 기세가 지나쳐서 착수 이전에 시계를 눌러 버리는 경우도 있기 때문이다.
- 프로의 공식전에서는 게임에 따라 대국 시계 취급에 약간의 차이가 있다.
  - 바둑: 대국에 의해서, 대국자가 관리하는 경우와 기록계가 관리하는 경우가 있다.
  - 장기: 기본적으로 기록계가 관리한다. 버튼도 한 방법 한 방법 기록계가 누르는 일이 되어 있다.
  - 체스: 비록 세계 챔피언끼리의 대국에서도, 쌍방의 대국자 자신이 버튼을 누른다.